# Orvasca dolichocera
Orvasca dolichocera är en fjärilsart som beskrevs av Collenette 1938. Orvasca dolichocera ingår i släktet Orvasca och familjen tofsspinnare. Inga underarter finns listade i Catalogue of Life.